# Alfredo Mostarda Filho
Alfredo, teljes nevén Alfredo Mostarda Filho (São Paulo, 1946. október 18. – 2025. március 28.) válogatott brazil labdarúgó.

## Pályafutása

### Klubcsapatban
Pályafutása nagy részét a Palmeiras csapatában töltötte, mellyel a Paulista állami bajnokságot és a brazil bajnokságot is kétszer nyerte meg. A Coritiba színeiben 1976-ban a Paranaense állami bajnokságot is megnyerte.

### A válogatottban
1974-ben két alkalommal szerepelt a brazil válogatottban. Részt vett az 1974-es világbajnokságon.

## Sikerei, díjai
Palmeiras
- Paulista bajnok (2): 1972, 1974
- Brazil bajnok (2): 1972, 1973

Coritiba
- Paranaense bajnok (1): 1976